# Ruka

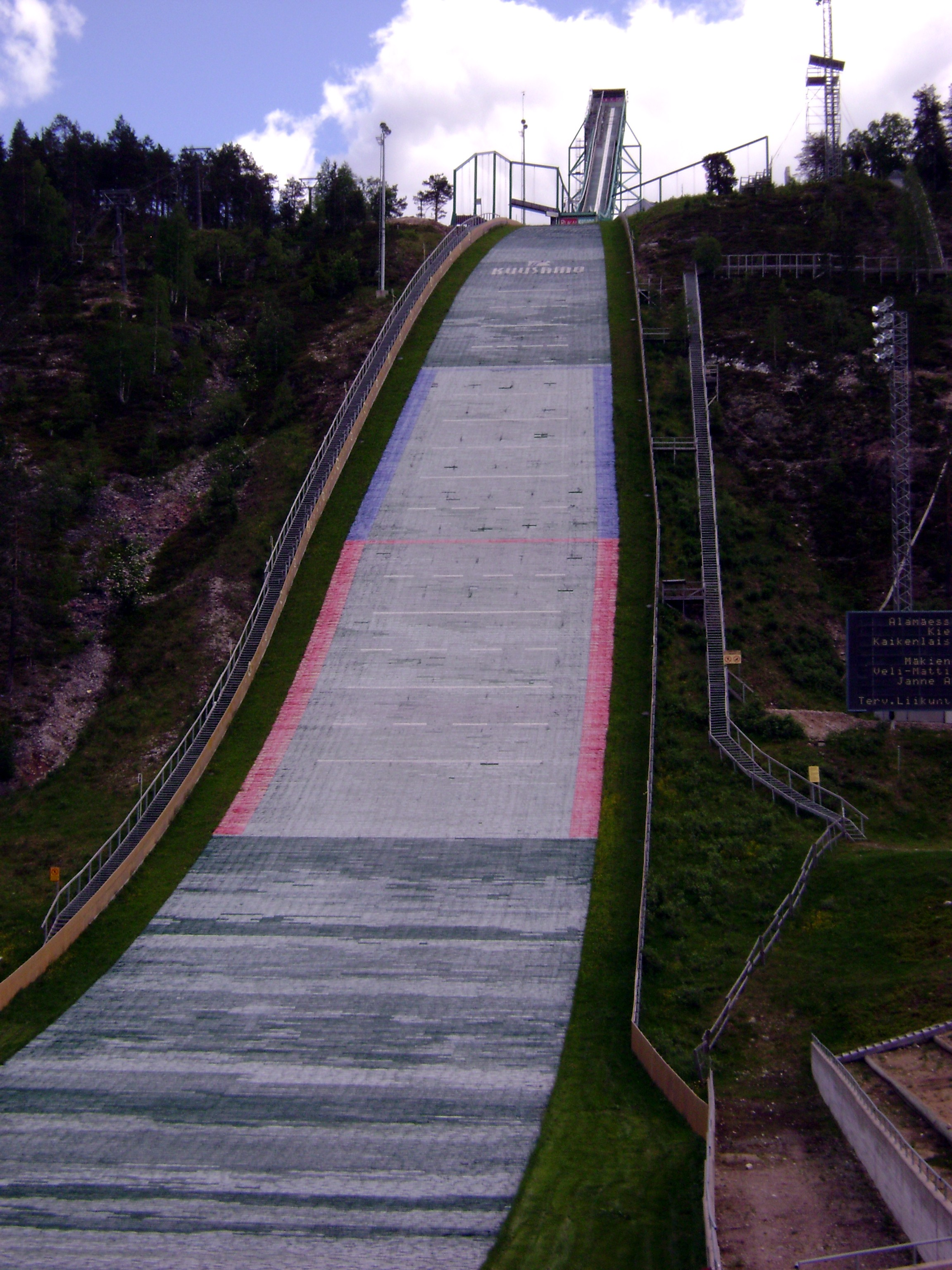
Skocznia narciarska

Ruka – pasmo wzgórz oraz niewielka miejscowość w Ostrobotnii Północnej (fiń. Pohjois-Pohjanmaa), w Finlandii, w gminie Kuusamo, na północ od Kuusamo. Na jej zboczach położony jest także ośrodek narciarski wraz z kompleksem skoczni Ruka International Ski Stadium. W ośrodku narciarskim Ruka znajduje się najstarsza szkoła narciarska w Finlandii, utworzona w 1956. Na wzgórza te składają się szczyty o nazwach: Konttainen (407 m n.p.m.), Pyhävaara (461 m n.p.m.), Rukatunturi (500 m n.p.m.) oraz Valtavaara (491 m n.p.m.).

## Historia
Ruka jest jednym z najważniejszych i największym ośrodkiem narciarskim fińskiej turystyki zimowej. Pierwszy raz tereny te zostały wykorzystane do organizacji imprezy narciarskiej w 1930. Jednak po wybuchu II wojny światowej plany rozbudowy zostały wstrzymane. W roku 1940 w kompleksie sportowym Ruka powstał „skomplikowany tor saneczkowy”.
Pierwszy wyciąg narciarski o długości 300 metrów został ukończony w 1957. W 1964 otwarto nowy stok. Od lat 70. XX wieku trwały niezliczone przetargi, wykupowanie gruntów i nowe inwestycje na terenach ośrodka. Zatrzymała je dopiero recesja inwestycyjna w latach 90. Kolejna budowa ukończona została w 2000 roku. Otwarto wtedy nowoczesny, 7-piętrowy hotel. Wówczas powstał także pomysł na wybudowanie nowoczesnej miejscowości, bez ruchu samochodowego w centrum (Ruka Master Plan). Koncepcję takiej wsi przygotowało kanadyjskie przedsiębiorstwo Ecosign Mountain Resort Ltd, które specjalizowało się w projektowaniu ośrodków narciarskich. W 2009 roku otwarty został kolejny hotel, a w 2010 roku zakończono rozbudowę sieci gastronomicznej.

## Obecnie
Ruka została przekształcona w uniwersalne centrum rekreacyjne, z którego można korzystać przez cały rok. Oprócz tego kompleks powiększany jest co sezon o nowe zorganizowane szlaki i trasy.
Miejscowość składa się z dwóch hoteli, centrum handlowego oraz innych, starszych obiektów, a także z podziemnego parkingu, zaplecza biznesowego, licznych drobnych sklepów i restauracji.
W zimie królują międzynarodowe imprezy narciarskie takie jak Puchar Świata w skokach narciarskich oraz mistrzostwa świata w narciarskim freestyle’u. W kompleksie narciarskim znajduje się 30 tras i 20 wyciągów, oprócz tego wokół kompleksu znajduje się ponad 2000 km tras biegowych, w lecie służących nordic walkingowi. Ponadto Ruka posiada tor saneczkowy i pole do golfa otwarte cały rok. W miejscowości znajdują się także wypożyczalnie sprzętu narciarskiego i kajaków oraz liczne biura podróży organizujące rajdy po okolicy.